# Grigori Chelikhov

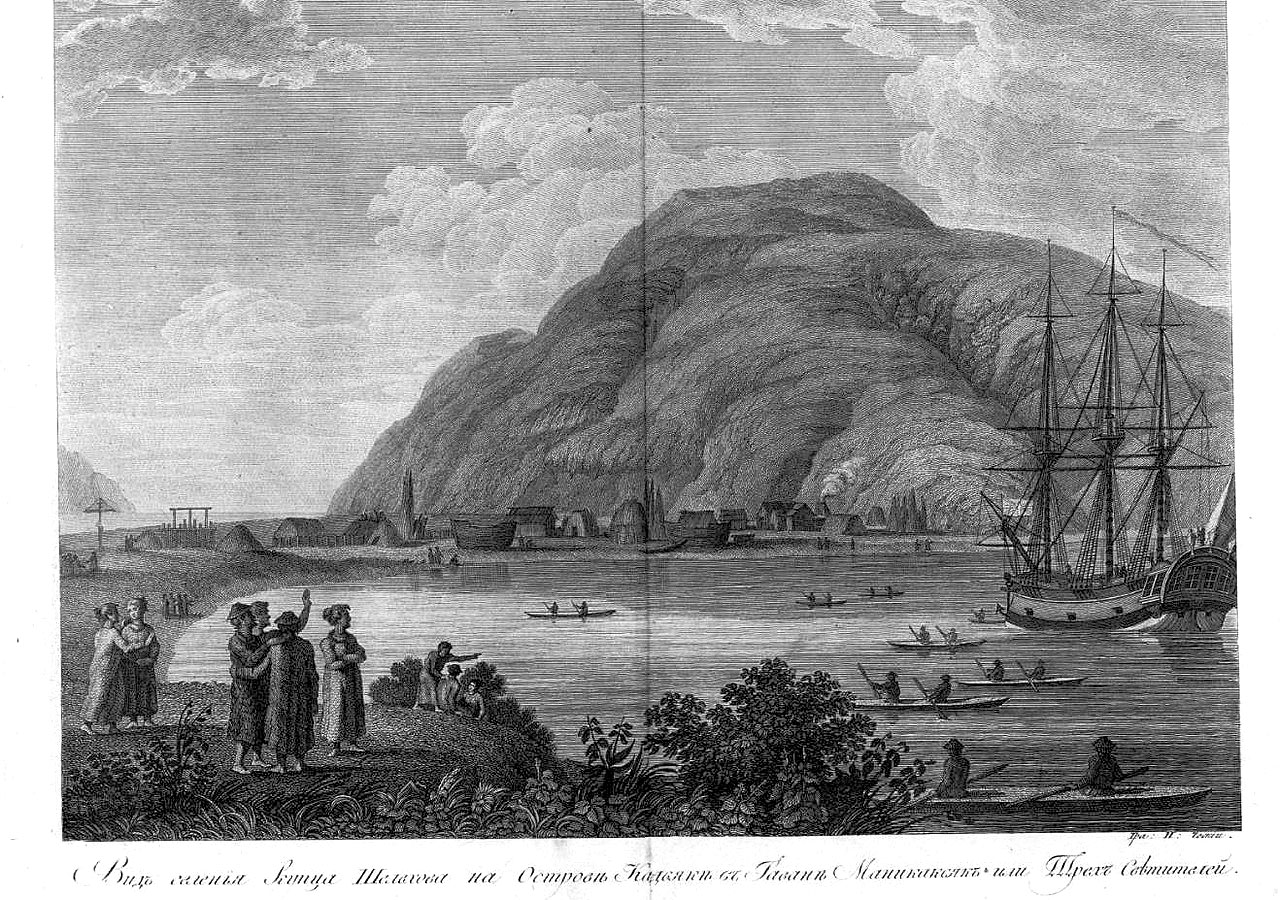
Le camp de Grigori Chelikhov sur l'île Kodiak.

Grigori Ivanovitch Chelikhov ou Chelekhov (en russe : Григорий Иванович Шелихов ou Шелехов) est un navigateur et un marchand russe, né le 20 juillet 1747 à Rylsk et mort le 31 juillet 1795 à Irkoutsk. Son nom reste lié à l'organisation du massacre d'Awa'uq, en 1784.

## Biographie
Chelikhov organisa des voyages commerciaux sur des navires de commerce vers les îles Kouriles et Aléoutiennes à partir de 1775. En 1783–786, il conduisit une expédition sur les côtes de la Russie américaine, au cours de laquelle furent fondés les premiers établissements russes en Amérique du Nord. Chelikhov les dirigea à partir de 1790. Il fut l'un des fondateurs de la Compagnie russe d'Amérique, officiellement enregistrée en 1799.
Un golfe de la mer d'Okhotsk, un détroit entre l'Alaska et l'île Kodiak, ainsi qu'une ville dans l'oblast d'Irkoutsk, en Sibérie, portent le nom de Chelikhov. Il y a une statue de Chelikhov dans sa ville natale de Rylsk (oblast de Koursk).
Il est enterré dans la ville d'Irkoutsk sous un monument funéraire en marbre, en forme d'obélisque couvert de symboles en cuivre d'instruments de navigation : ancres, cabestans, voiles, sabliers, boussoles.